# Zardoz
Pour plus de détails, voir Fiche technique et Distribution.
Zardoz est un film de science-fiction, coproduction américano-britanniquo-irlandais, écrit et réalisé par John Boorman, et sorti en 1974.

## Synopsis
En 2293, sur une Terre post-apocalyptique, la population humaine est divisée entre les Éternels (Eternals), des humains ayant atteint l'immortalité grâce à la technologie, et les Brutes (Brutals). Les Brutes vivent sur un territoire ravagé et fournissent de la nourriture aux Éternels. Ces derniers vivent dans des régions isolées du reste du monde par un mur invisible, appelé « Vortex », et passent une existence luxueuse mais apathique. Arthur Frayn (Niall Buggy), l'Éternel chargé de gérer les « terres extérieures », se fait passer auprès des Brutes pour un dieu nommé Zardoz, qui se manifeste sous la forme d'un énorme masque de pierre volant. Ayant sélectionné des Brutes, il a constitué un groupe d'exterminateurs, chargé de réduire en esclavage les autres humains, et auxquels il fournit des armes en échange de la nourriture qu'ils collectent.

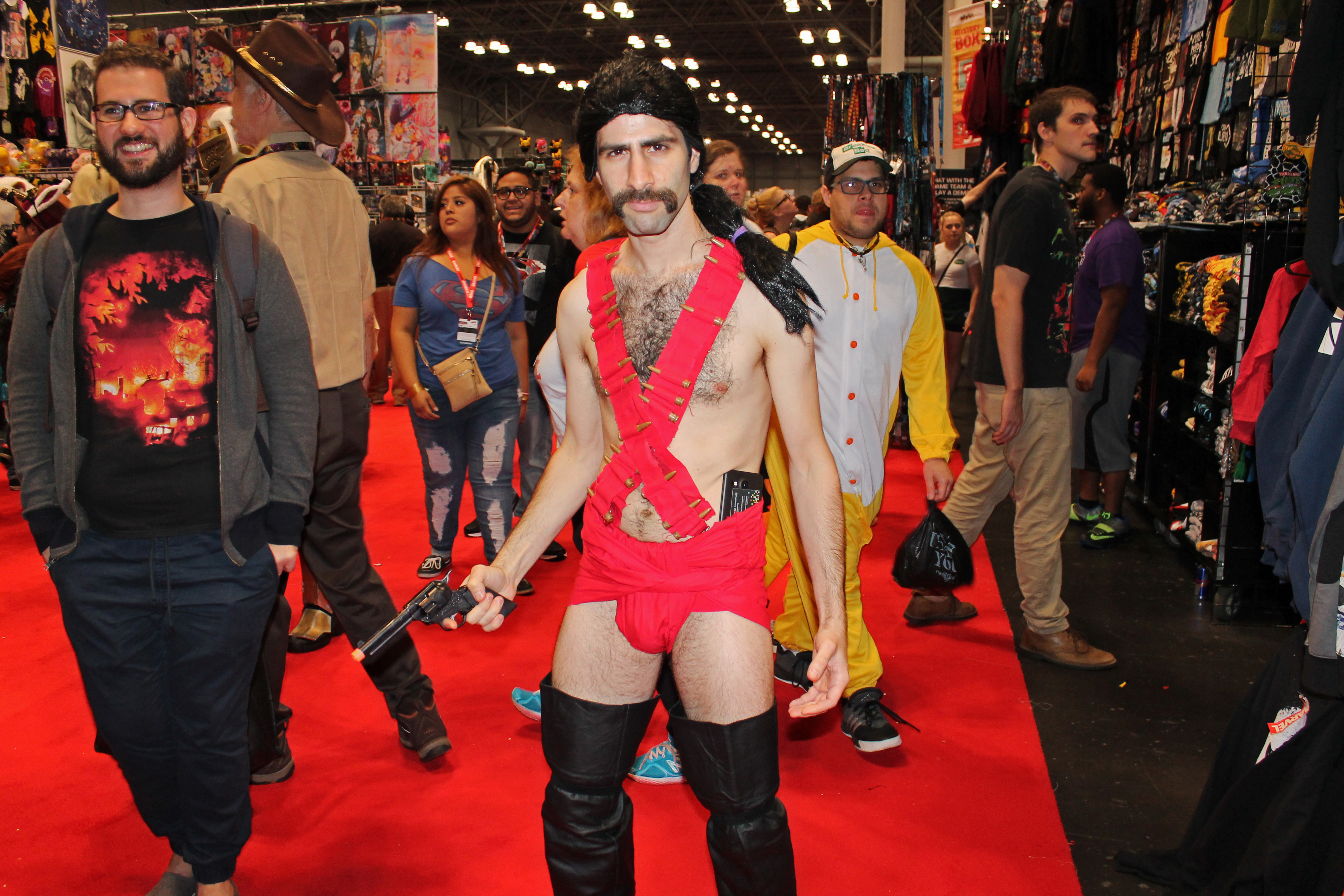
Cosplay du personnage joué par Sean Connery.

Zed (Sean Connery) est un de ces exterminateurs. Il se cache à bord du masque de pierre lors d'un voyage et tue son chef Arthur Frayn. Arrivé au Vortex no 4, Zed est étudié en tant que spécimen : les Éternels n'ayant pas eu de contact depuis des siècles avec l'extérieur du vortex, ils essaient de comprendre comment les Brutes ont évolué. Il se retrouve au cœur d'une dissension entre deux Éternelles, Consuella (Charlotte Rampling) et May (Sara Kestelman), et doit effectuer des tâches pour Friend (John Alderton).
Il découvre au fur et à mesure que cette société en apparence lissée et idéale est en fait violente et désespérée. Les Éternels sont dirigés et protégés de la mort par une intelligence artificielle appelée « le Tabernacle », un gros cristal qui est relié à l'esprit de tous les Éternels et qui conserve leur mémoire dans ses réflexions lumineuses. Du fait de leur immortalité, les Éternels ont arrêté de procréer et les hommes sont devenus impuissants. Certains sont victimes d'une maladie, l’apathie, qui les plonge en catatonie. Les dissidents, ceux qui refusent le système ou bien introduisent la discorde, sont vieillis, voire sont exclus et sont délibérément rendus séniles.
Loin d'être le primitif que les Éternels croient, Zed se révèle être un mutant qui s'est éduqué dans une bibliothèque en ruine à l'extérieur du Vortex. Parmi les livres, il avait découvert Le Magicien d'Oz, ce qui lui avait permis de s'apercevoir de la supercherie de Zardoz (Zardoz est la contraction de Wizard of Oz, et le roman met en scène un manipulateur caché derrière un masque) ; c'est ce qui avait motivé son intrusion dans le Vortex. Zed est en fait issu d'une lignée contrôlée par Frayn, qui a soigneusement sélectionné les géniteurs au cours des siècles, avec le but de détruire le Vortex et rendre leur mortalité aux Éternels. Zed trouve une faille dans le Tabernacle et le détruit, puis amène les Brutes à assiéger les Éternels ; le bain de sang final est accueilli comme une libération par les Éternels.
Zed aide malgré tout quelques ex-éternels à fuir l'extermination, puis disparaît en compagnie de Consuella avec qui il procréera avant de mourir de vieillesse au terme d'une vie redevenue normale.

## Fiche technique
Sauf indication contraire, les informations mentionnées dans cette section peuvent être confirmées par la base de données cinématographiques IMDb,  présente dans la section « Liens externes ».
- Titre original et français : Zardoz
- Réalisation et scénario : John Boorman
- Musique : David Munrow[1]
- Photographie : Geoffrey Unsworth
- Montage : John Merritt
- Décors : Anthony Pratt
- Costumes : Christel Kruse Boorman
- Production : John Boorman
- Société de production : John Boorman Productions Ltd.
- Distribution : Fox-Rank (Royaume-Uni), 20th Century Fox (Etats-Unis), Fox-Lira (France)
- Pays de production :  Royaume-Uni,  États-Unis,  Irlande
- Budget : 1,57 million de dollars[2]
- Langue originale : anglais
- Genre : Science-fiction
- Durée : 107 minutes
- Dates de sortie : 
  - États-Unis : 6 février 1974
  - France : 13 mars 1974
  - Royaume-Uni : 26 mars 1974

## Distribution
- Sean Connery (VF : Jean-Claude Michel) : Zed
- Charlotte Rampling (VF : Ginette Pigeon) : Consuella
- Sara Kestelman (VF : Paule Emanuele) : May
- Niall Buggy (en) (VF : Philippe Ogouz) : Arthur Frayn / Zardoz
- John Alderton (en) (VF : Jean-Pierre Leroux) : Friend
- Sally Anne Newton : Avalow
- Bosco Hogan (en) : George Saden
- Jessica Swift : une apathique
- Reginald Jarman : La Mort (voix)
- Telsche Boorman
- Katrine Boorman
- John Boorman : un agriculteur tué par Zed (caméo non crédité[3])

## Production

### Genèse et développement
John Boorman développe ce film faute d'avoir pu concrétiser son projet d'adaptation du Seigneur des anneaux de J. R. R. Tolkien pour la United Artists. John Boorman s'inspire cependant de l'œuvre de Tolkien et imagine une intrigue sur le futur de l'Humanité, initialement située dans un futur proche d'environ cinq ans. Finalement, le film se situe en 2293. Le réalisateur-scénariste britannique se heurte à la frilosité des studios, mais trouve finalement du soutien auprès de la 20th Century Fox. Le studio exige cependant une séquence d'introduction explicative pour que le public comprenne mieux le film.
Le rôle principal de Zed devait à l'origine être interprété par Burt Reynolds, qui venait de jouer dans le précédent film de John Boorman, Délivrance. L'acteur est cependant indisponible en raison d'une hernie. Le rôle est proposé à Richard Harris puis, finalement, à Sean Connery .
Plusieurs enfants du réalisateur apparaissent dans une scène flashback : Daisy Boorman, Telsche Boorman et Katrine Boorman.

### Tournage
Le tournage a lieu de mai à août 1973. Il a lieu en Irlande, notamment à Bray (Brennanstown Riding School, studios Ardmore).
La dernière scène du film oblige Sean Connery et Charlotte Rampling à subir de longues heures de maquillage. Il faut le recommencer deux fois : la pellicule du premier tournage est rayée, puis un stagiaire expose par mégarde la bobine du second tournage à la lumière. Ce dernier incident ayant provoqué la colère de Sean Connery .

## Sortie

### Accueil critique
Le film reçoit des critiques partagées. Ian Christie, du Daily Express, perdu par le style novateur du film écrit notamment : « Si c'est intellectuel, alors Donald Duck mérite un Prix Nobel. » Nora Sayre du New York Times, jugent le film « confus ».
Sur l'agrégateur américain Rotten Tomatoes, il récolte 48 % d'opinions favorables pour 31 critiques et une note moyenne de 5,19⁄10.
Le film est ensuite catalogué comme culte et figure ainsi dans l'ouvrage Cult Movies 2 (1983) de Danny Peary.
Du fait de ses choix budgétaires et de son esthétique étonnante, le film a parfois été mal considéré par certains critiques. Il dispose d'une longue critique sur le site Nanarland, dans la catégorie « polémique » indiquant que les auteurs du site sont partagés quant au statut du film et assortie d'une « contre-chronique » vantant les mérites du film. Audacieux, le film ne rencontra pas à sa sortie le succès mais en connut un très grand en vidéo, devenant même un film culte pour les adeptes de films de science-fiction.
Le réalisateur-scénariste britannique Ben Wheatley a déclaré que Zardoz était l'un de ses films préférés.

### Box-office
Le film rapporte 1,8 million de dollars de recettes à l'époque aux Etats-Unis et au Canada. En France, il attire 682 776 spectateurs en salles.
Fait plutôt rare dans l'histoire du cinéma, lors de sa sortie en salles en France, Zardoz était expliqué par des petits feuillets imprimés et illustrés distribués à l'entrée des salles de cinéma. Le distributeur tentait de familiariser le lecteur-spectateur avec les complexités de l'univers étrange où se déroule le film et qui n'est pas sans rappeler la vision d'Herbert George Wells dans La Machine à explorer le temps (les Eloïs et les Morlocks).

### Vidéo
Il sort en VHS en 1984. Il est édité en Disque Blu-ray en 2015.

## Distinctions
Lors des British Academy Film Awards 1975, Geoffrey Unsworth est nommé pour la meilleure photographie.
Le film est nommé au Prix Hugo de la meilleure présentation dramatique en 1975.

## Commentaires

### Clins d’œil
On peut voir un clin d'œil à la série des films James Bond au moment où Sean Connery tire un coup de revolver Webley en direction de la caméra dans les premières minutes du film.
Comme l'indique l'une des scènes du film, le nom Zardoz est en fait une contraction du titre The Wizard of Oz (Le Magicien d'Oz).

### Hommages et postérité
L'épisode 7 de la saison 1 de Rick and Morty reprend le script de Zardoz, séparant la société entre les hommes (les Brutes) et les femmes (les Éternels).
L'épisode 8 de la saison 5 de Community reprend l'esthétique des éternels et fait plusieurs références à des répliques du film, un des personnages (Starburns) porte une copie du costume porté par Sean Connery.
Dans l'album de bande dessinée, L'Odyssée d'Astérix, le druide espion Zérozérosix, caricature de Sean Connery, reprend la plupart des traits physiques de son personnage Zed, notamment sa moustache.